# Szent-Iványi híd
A Szent-Iványi híd vagy Őrhalom–ipolyvarbói Ipoly-híd  közúti híd az Ipoly felett Magyarország és Szlovákia határán, Őrhalom és Ipolyvarbó (Vrbovka) között.

## Neve
Nevét Szentiványi Ferencről, az Ipolyvarbón nyugvó egykori főispánról, királyi ítélőmesterről és országbíróról kapta. Az elnevezést a szlovák féllel történt egyeztetést követően, az Építési és Közlekedési Minisztérium előterjesztése alapján, a Földrajzinév-bizottság 2023. november 6-án hagyta jóvá.

## Fekvése
Az Ipoly határfolyó felett ível át a 108+500 kilométerszelvényben. Magyarországon Nógrád vármegyében, a Balassagyarmati járásban, Szlovákiában a Besztercebányai kerületben, a Nagykürtösi járásban helyezkedik el.
A magyar oldalon a 2209-es út, szlovákiai oldalon az 565002-es számú megyei harmadrendű rendű út kapcsolódik hozzá.

## Története
Az első katonai felmérés térképe szerint még nem itt, hanem Ipolyvarbótól nyugatra, egy ma már nem létező majornál lehetett átkelni a folyón. Később már mai helyén emeltek hidat. A bal parti hullámtéren, Őrhalom határában 2024 elején még megtalálhatók az egykori, 18–19. századi mocsári töltésút és a részét képező, egy névtelen vízfolyáson átívelő kis kő- és téglahíd maradványai.
Az első világháború után az ipolyvarbói híd határhíddá vált, de használatban maradt, 1926-ban államközi megállapodással ki is javították. A második világháború végén, 1944-ben a németek felrobbantották, és bár a szovjetek építettek ideiglenes határátkelőt, az 1950-es évek elején a magyar és a csehszlovák kormány úgy döntött, hogy néhány nagyobb határátkelő kivételével megszüntetik a határátlépés lehetőségét, így Őrhalom és Ipolyvarbó kapcsolata is megszakadt.

### Fa gyalogoshíd
2007-ben, a két ország schengeni csatlakozása után a környékbeli falvak lakossága fából egyszerű gyalogoshidat ácsolt. Bár a környék településeinek polgármesterei már 1995-ös ipolyvarbói tanácskozásukon megfogalmazták egy új, állandó Ipoly-híd igényét, erre még csaknem harminc évet kellett várni.

### Szent-Iványi híd (2023–)
A magyar kormány 2016 januárjában döntött az Európai Unió 2014–2020. évi programozási időszakában a határátkelőkhöz vezető közutakon és vízi átjárókon megvalósítandó fejlesztésekről, melyek között szerepelt az Őrhalom és Ipolyvarbó között létesítendő Ipoly-híd is.
Az új hidat a FŐMTERV Zrt. tervezte, felelős tervezője dr. Vigh Attila okleveles építőmérnök volt. Az engedélyezési tervek 2018-ban, a kiviteli tervek 2020-ban készültek el.
Az alapkövet 2022 márciusában tette le Szijjártó Péter külgazdasági és külügyminiszter és Dušan Velič beruházási és regionális fejlesztési államtitkár Ipolyvarbón. A hidat és az 1100 m hosszú magyar oldali csatlakozó utat a Hídépítő Zrt. kivitelezte. Ennek során egy szintbeni normál csomópontot és a Balassagyarmat–Ipolytarnóc-vasútvonalon egy szintbeni vasúti kereszteződést is kialakítottak. A szlovákiai oldalon 400 m hosszú csatlakozó út épült. A beruházás költsége 2,5 milliárd forint volt, az Európai Unió  társfinanszírozásával (konkrétan az Interreg V-A Szlovákia-Magyarország Együttműködési Program keretében, az Európai Regionális Fejlesztési Alapból). A hidat 2023. december 1-jén adták át Szijjártó Péter külgazdasági és külügyminiszter részvételével.
A híd átadásával a két település közötti, korábban kerülővel 24 kilométeres út néhány száz méterre csökkent. Az út sajátossága, hogy a csatlakozó út a hullámtérben terepszinten, a mértékadó árvízszint alatt húzódik, azaz bár az év nagy részben járható, árvíz esetén víz alá kerül. Ennek nem csak a tervezett minimális forgalom és az 1 km széles hullámtéren való töltésépítés költségének megtakarítása az oka, hanem az is, hogy az itteni mocsárrétek természetvédelmi területnek számítanak, az Országos Ökológiai Hálózat magterületét és az Ipoly-völgy madárvédelmi Natura 2000 terület részét képezik. A Magyarországon megmaradt kevés mocsárrét egyikét így kevésbé szabdalja szét az infrastruktúra-építés, míg az évi néhány alkalommal előforduló árvíz nem tesz kárt az útban, csak elvonul felette.

## Jellemzők
A híd építészeti szempontból egyszerű kéttámaszú gerendahíd; hídtervezői szempontból kéttámaszú, egynyílású, kétfőtartós gerendahíd acél főtartókkal, öszvér pályaszerkezettel (acél kereszttartókra egy vasbeton pályalemez került). A támaszköz 31,5 méter, az acélszerkezet teljes hossza 35 méter. A csatlakozó út útpálya szélessége 6 m, a minimális sugarú ívek miatt a megengedett sebesség a teljes szakaszon 40 km/h.